# Taphrina lapponica
Taphrina lapponica är en svampart som tillhör divisionen sporsäcksvampar, och som beskrevs av Hans Oscar Juel. Taphrina lapponica ingår i släktet Taphrina, och familjen häxkvastsvampar. Arten är reproducerande i Sverige.